# 王晓青
王晓青（1900年—1990年），男，湖南湘乡人，中国区域地质学家、地质制图学家，曾任第三届全国人大代表。